# Natthaya Sangsasiton
Natthaya Sangsasiton (21 de septiembre de 1988) es una deportista tailandesa que compitió en taekwondo. Ganó una medalla de bronce en los Juegos Asiáticos de 2006 en la categoría de –51 kg.

## Palmarés internacional
| Juegos Asiáticos | Juegos Asiáticos | Juegos Asiáticos  | Juegos Asiáticos |
| Año              | Lugar            | Medalla           | Categoría        |
| ---------------- | ---------------- | ----------------- | ---------------- |
| 2006             | Doha (Catar)     | Medalla de bronce | –51 kg           |